# Digital Radio Mondiale

Logo DRM

Digital Radio Mondiale (DRM) – system transmisji cyfrowej przeznaczony do zastosowania w istniejących pasmach radiofonicznych poniżej 30 MHz (fale długie, średnie i krótkie). Podstawowa szerokość pasma sygnału wynosi 9 lub 10 kHz. Standard przewiduje możliwość pracy w kanałach o szerokości połówkowej 4,5 lub 5 kHz oraz z kanałem o podwójnej szerokości 18 lub 20 kHz. W systemie DRM wykorzystuje się multipleksację OFDM oraz z modulacją 4-QAM, 16-QAM i 64-QAM.
W systemie DRM wyróżnia się następujące sygnały:
- FAC (ang. Fast Access Channel) zawiera informację o nadawcy sygnału oraz podstawowe informację niezbędne do zdekodowania pozostałej części transmisji. Kanał ten zawsze modulowany jest modulacją 4 QAM.
- SDC (ang. Service Description Channel) kanał ten zawiera informację o sposobie dekodowania głównego kanału MSC, o dostępnych strumieniach w sygnale oraz informację o innych dostępnych emisjach danego nadawcy (DRM, DAB, analogowe). Modulacja 4-QAM lub 16-QAM.
- MSC (ang. Main Service Channel) kanał ten zawiera użyteczną informację, tj. strumienie audio lub danych. Modulacja 16-QAM lub 64-QAM.

Poza wymienionymi sygnałami w systemie DRM wyróżnia się sygnały synchronizacji:
- częstotliwości – podnośna o częstotliwości odniesienia fc nie jest nadawana. Aby umożliwić określenie częstotliwości odniesienia trzy podnośne: fc+750 Hz, fc+2250 Hz, fc+3000 Hz nie są modulowane.
- czasu – komórki synchronizacji czasu umożliwiają określenie pierwszego elementu ramki transmisji. Nadawane na określonych podnośnych, zależnie od stosowanego trybu odporności, co 400 ms.
- poziomu – komórka zawiera sygnał o wzorcowej amplitudzie i fazie. Służy do określenia charakterystyk częstotliwościowych kanału. Rozmieszczone są równomiernie w całym paśmie sygnału. Liczba komórek zależy od trybu odporności.